# Pavel Janeczek
Pavel Janeczek (24. července 1911, Návsí – 25. září 1985, Jihlava) byl český evangelický duchovní, publicista a překladatel; působil v Českobratrské církvi evangelické, ve Slezské církvi evangelické a. v. a jako vojenský kaplan v československé armádě.
Po teologických studiích působil jako katecheta v Návsí a v Hnojníku. V letech 1935–1938 byl redaktorem časopisu Slezský evangelík, v němž se otevřeně vyslovoval proti antisemitismu.
Dne 22. června 1938 byl ordinován. Působil pak jako vojenský farář v Trenčíně, pak jako vojenský matrikář, následně od července 1943 jako vikář v ČCE.
Roku 1945 začal působit ve sboru Slezské církve evangelické a. v. v Komorní Lhotce, jehož právní status byl v té době nevyjasněný. Janeczek usiloval zřídit v Komorní Lhotce samostatný český evangelický sbor a. v., který by nepodléhal žádnému vrchnostenskému nebo dozorčímu úřadu kterékoliv církve. V březnu 1948 byl nucen z Komorní Lhotky odejít. V době pobytu v Komorní Lhotce vydával časopis Hlasy evangelické mládeže na Těšínsku.
V letech 1949–1950 působil jako vikář sboru ČCE v Silůvkách, v letech 1950–1965 působil jako farář ve sboru ČCE v Horních Dubenkách, následně do roku 1982 v Šenově u Ostravy.